# Ambroise Philippe
Ambroise Philippe, né le 22 avril 1871 à Quintin (Côtes-d'Armor) et mort le 3 mars 1937 à Namur (Belgique), est un homme politique français.

## Biographie
Négociant, conseiller municipal de Quintin, il est député des Côtes-du-Nord de 1898 à 1902, inscrit au groupe de l'Union progressiste.

## Distinction
- Chevalier de la Légion d'honneur (22 février 1921)[1]

## Source
- « Ambroise Philippe », dans le Dictionnaire des parlementaires français (1889-1940), sous la direction de Jean Jolly, PUF, 1960 [détail de l’édition]